# Streekmuseum Elsloo
Streekmuseum Elsloo, tot 2016 Streekmuseum "De Schippersbeurs", is een museum te Elsloo. Het is sinds 1960 een volkskundig streekmuseum van het Maasland.

## Geschiedenis
Het museum is gevestigd in meerdere historische panden waaronder het Schippershuis dat in de 17e eeuw in opdracht van maasschipper Jan Conincx werd gebouwd. Aanleiding tot oprichting waren de vondsten die in de jaren 1950 van de 20e eeuw werden gedaan tijdens archeologische opgravingen ten oosten van het dorp Elsloo. In 1957 werd het Schippershuis gerestaureerd en in 1959 volgde de restauratie van twee 18e-eeuwse huisjes ernaast. De eenvoudige huisjes werden in originele staat ingericht en het museum kreeg als belangrijk motief: Leven, wonen en werken in Elsloo van 1650 tot 1950. In 2005 werd in de tuin van het museum een ruimte gebouwd voor een verzameling voorwerpen die herinneren aan de Tweede Wereldoorlog.

## Verzameling
De kern van het museum bestaat uit de ingerichte huisjes, er is een dorpswinkel en er is een kledingcollectie van ongeveer 1900. Dan zijn er ambachten: Maasschipper, klompenmaker, brikkebakker (men trok in de zomer naar Duitsland om daar stenen te bakken), mandenmaker en -vanwege de nabijheid van Staatsmijn Maurits- mijnwerker. Voorts kinderspeelgoed, landbouwwerktuigen en dergelijke.
Naast dit materiaal is er ook een verzameling archeologische voorwerpen, vanaf ongeveer 5000 v. Chr. betreffende de Bandkeramische cultuur, waarvan in de jaren 1950 van de 20e eeuw een grafveld werd opgegraven, en de Romeinse cultuur.
Van veel jongere datum is de documentatie omtrent het graven van het Julianakanaal (1934), waarvoor een deel van het dorp moest wijken. Voorts is er een collectie voorwerpen uit de Tweede Wereldoorlog, bijeengebracht door Harie Rouvroye en geschonken aan het museum. Daarnaast zijn er diverse andere voorwerpen en documenten.